# Max Décugis
Maxime Omer Décugis, detto Max (Parigi, 24 settembre 1882 – Biot, 5 settembre 1978), è stato un tennista francese, uno dei migliori di sempre nel suo paese. Ha vinto gli Internazionali di Francia  ben otto volte fra il 1903 ed il 1914 in singolare e tredici volte in doppio tra il 1902 e il 1920. Nella specialità di coppia ha vinto anche il Torneo di Wimbledon 1911.
Del massimo torneo francese raggiunse la finale del singolare altre quattro volte (l'ultima nel 1923 a quarant'anni) e si aggiudicò quattordici volte il doppio maschile e sette volte il doppio misto. La sua carriera venne irrimediabilmente danneggiata dallo scoppio della grande guerra, che non gli permise di difendere il suo ultimo titolo per molti anni.
Decugis fu anche un eccellente atleta olimpico, avendo conquistato tre medaglie ai giochi, una d'argento, in doppio maschile con Basil Spalding de Garmendia, durante quelli del 1900 disputati a Parigi e due nel corso dei giochi svoltisi nel 1920 ad Anversa (bronzo in doppio maschile con Pierre Albarran e l'unica d'oro, nel doppio misto in coppia con un'altra leggenda del tennis francese, Suzanne Lenglen). A queste si devono aggiungere le tre medaglie d'oro che si aggiudicò ai giochi intermedi celebratisi ad Atene nel 1906 (nel singolare maschile, nel doppio maschile accanto al rivale in patria Maurice Germot e nel doppio misto in coppia con Marie Décugis).
Vinse 78 tornei tra il 1900 e il 1923 e si ritirò dopo il torneo di Wimbledon 1926, durante il quale raggiunse il terzo turno a quasi quarantaquattro anni.